# Spogostylum persicum
Spogostylum persicum är en tvåvingeart som först beskrevs av Macquart 1840.  Spogostylum persicum ingår i släktet Spogostylum och familjen svävflugor.
Artens utbredningsområde är Iran. Inga underarter finns listade i Catalogue of Life.